# الصواعق المحرقة (كتاب)
كتاب الصواعق المحرقة على أهل الرفض والضلال والزندقة هو كتاب في نقد معتقد الشيعة الإثني عشرية، من تأليف الفقيه والمتكلّم السنّي الشافعي ابن حجر الهيتمي.

## طبعاته
- المطبعة الوهبية، مصر، 1292 هـ.
- مؤسسة الرسالة ودار الوطن (بتحقيق عبد الرحمن بن عبد الله التركي وكامل محمد الخراط)، الرياض، 1417 هـ.
- مكتبة الحقيقة، إسطنبول، 1424 هـ / 2003 م.
- مكتبة فياض (راجعه وأشرف على تحقيقه مصطفى العدوي)، المنصورة، مصر، 1429 هـ / 2008 م.

## ترجماته
- ترجم كمال الدين الجهرمي الكتاب إلى الفارسيّة بعنوان البراهين القاطعة ترجمة الصواعق المحرقة.[1]

## الردود عليه

### الإمامية
- ردّ نور الله التستري على الصواعق بكتابه الصوارم المهرقة في رد الصواعق المحرقة.[2]
- من الكتب التي كُتبت في الرد على الصواعق كتاب بعنوان إبداء الحق وقد نُسب للتستري صاحب الصواعق المشهور بالقاضي، ولكن محقّقي الشيعة كذّبوا نسبة الكتاب إليه. قال آغا بزرگ الطهراني: «هذا لا يستقيم لأن تصنيف إبداء الحق كان بعد وفاة القاضي بثمان سنين يعني سنة 1027 كما صرح في أوله مع أن أسلوب هذا الكتاب لا يضاهي أساليب كلام القاضي البالغ أقصى مراتب البلاغة وجودة التقرير».[3]
- نقل الطهراني وجود ردٍ خطيٍ بعنوان الأسهم الخوارق على صاحب الصواعق لم يعرّف مؤلفه واكتفى بوصفه بـ«بعض الأصحاب».[4]
- كتب فرج الخطّي رداً منظوماً بعنوان الرد على الصواعق المحرقة، ومنه هذان البيتان:[5]

- ردّ محمد هادي بن علي الحسيني الهروي البجستاني الخراساني على الصواعق بردّين؛ أحدهما بعنوان البوارق الفارقة، والآخر أكبر منه وأكثر تفصيلاً منه.[6]
- كتب عمران دعيبل الخفاجي رداً بعنوان الرد على الصواعق المحرقة، نقل آغا بزرگ الطهراني عن ولد المؤلف وصفه لهذا الرد بأنه «رسالة صغيرة».[4]
- كتب أمير محمد الكاظمي القزويني كتابه نقض الصواعق المحرقة رداً ونقضاً على الصواعق.

### الزيدية
- كتب الفقيه الزيدي أحمد بن محمد بن لقمان كتابه البحار المغرقة على الصواعق المحرقة رداً عليه.